# Paulhac (Górna Loara)
Paulhac – miejscowość i gmina we Francji, w regionie Owernia-Rodan-Alpy, w departamencie Górna Loara.
Według danych na rok 1990 gminę zamieszkiwało 561 osób, a gęstość zaludnienia wynosiła 67 osób/km² (wśród 1310 gmin Owernii Paulhac plasuje się na 375 miejscu pod względem liczby ludności, natomiast pod względem powierzchni na miejscu 874).